# Tromiska
Tromiska – potok, o długości 2,2 km, będący prawym dopływem Łososiny w Beskidzie Wyspowym. Cała jego zlewnia znajduje się w miejscowości Półrzeczki, w gminie Dobra, w powiecie limanowskim w województwie małopolskim.
Potok Tromiska wypływa ze zbocza Krzystonowa na wysokości ok. 850 m n.p.m. w Półrzeczkach. Spływa w kierunku północno-zachodnim najpierw przez las, potem przez pola i łąki (opływając południowe zbocza wzniesienia Miśki), a na samym końcu koło zabudowań (między osiedlem Świstaki a Miśki). Uchodzi do Łososiny na wysokości ok. 595 m n.p.m. Deniwelacja potoku wynosi 255 m. Doliną Potoku Tromiska prowadzi zielony szlak turystyczny z Półrzeczek na polanę Wały.

## Szlaki turystyki pieszej
z Półrzeczek na Krzystonów. Czas przejścia: 1:30 h (↓ 1 h), suma podejść 380 m.